# José Held
José Held foi um dos pioneiros do povoamento do Mato Grosso do Sul.

## História
Do livro “História, Fatos e Coisas Douradenses", resume-se a história de José Held:
| “ | Aquele grande elemento, em cujas veias corria o sangue dos descendentes dos paises baixos, cujo símbolo é sintetizado pelo moinho e pelos tamancos, chegou a Dourados em 1949, procedente de Garça , interior de São Paulo. Sua caravana era constituída da esposa,D. Dionísia, e oito filhos. Homem de luta,de início, confiante no futuro da região, adquiriu do Chaló uma linha de Jardineira. Com a qual começou a transportar passageiros, que , na época, chegavam e saiam aos borbotões, aqueles, para estudar a possibilidade de fixação no município, e estes em busca de família que havia ficado na origem. Bem sucedido na sua atividade, José Held adquiriu a fazenda Lagoa bonita, que bem depois, desapropriada para efeito de reforma agrária, hoje ostenta uma povoação em franco desenvolvimento. Atraída pela intensa propaganda das terras de Barra do Garças, já no final da década de 60, José Held transferiu sua residência para aquela cidade, onde terminou seus dias, deixando viúva D. Dionísia, e os filhos, Daniel, residindo em Cuaibá com a esposa Darcy, Donária, Décio, fiscal da receita estadual, Dorival, profissional de tapeçaria, Dulcinéia, Dario Held Fisioterapeuta, e Darcy, funcionária do Jornal O Progresso. Como pioneiro, José Held muito contribuiu para o desenvolvimento de toda a região sul-mato-grossense. | ” |